# Bitchfield and Bassingthorpe
Bitchfield and Bassingthorpe är en civil parish i Storbritannien.   Den ligger i grevskapet Lincolnshire och riksdelen England, i den sydöstra delen av landet, 150 km norr om huvudstaden London.